# Oreopsyche colossa
Oreopsyche colossa är en fjärilsart som beskrevs av Bang-haas 1907. Oreopsyche colossa ingår i släktet Oreopsyche och familjen säckspinnare. Inga underarter finns listade i Catalogue of Life.